# Les Plans (Hérault)
Les Plans é uma comuna francesa na região administrativa de Occitânia, no departamento de Hérault. Estende-se por uma área de 18,12 km². Em 2010 a comuna tinha 293 habitantes (densidade: 16,2 hab./km²).